# Lucien Gustin
Lucien Auguste Bernard Gustin (Thisnes, 4 februari 1910 – Hannuit, 20 mei 1994) was een Belgisch volksvertegenwoordiger, senator en burgemeester.

## Levensloop
Gustin was beroepshalve slager.
Tijdens de Tweede Wereldoorlog was hij gewapend weerstander.
In 1946 werd hij gemeenteraadslid en in 1965 burgemeester van Hannuit, een mandaat dat hij uitoefende tot in 1982. 
In 1965 werd hij voor de PLP lid van de Kamer van volksvertegenwoordigers voor het arrondissement Hoei-Borgworm, een mandaat dat hij vervulde tot in 1971. Dat jaar werd hij provinciaal senator voor de provincie Luik in de Senaat, wat hij bleef tot in 1974.
In Hannuit is er een Stade Lucien Gustin en een Place Lucien Gustin. Zelf atletiekbeoefenaar, stichtte hij de internationale Cross van Hannuit.